# Garena
Garéna (ранее Good Game Client, GGC) — платформа для игр на основе VPN, позволяет создать локальную сеть поверх Интернета. Распространяется по принципу «free-to-play». Принадлежит сингапурской компании Sea Ltd. (самой дорогой публичной компании страны, с капитализацией около 69 млн долл.; до 2017 г. — Garena).
Garena — эксклюзивный издатель игр во многих городах Юго-Восточной Азии, на Тайване и СНГ: мультиплеерные онлайн-игры League of Legends и Heroes of Newerth, симулятор футбола FIFA Online 3, шутер от первого лица Point Blank и шутер от третьего лица Free Fire.
Также, партнер многих игровых всемирно известных разработчиков, включая Riot Games, S2 Games, Electronic Arts и Grinding Gear Games.

## История
Создание началось 5 августа 2005 года фирмой Ocean Technologies. Первая версия системы была выпущена 4 апреля 2006 года.
В 2009 году сингапурец Форрест Ли основал ещё один свой проект — Garena (до этого предприниматель основал игровую компанию под названием GG Game, стартап провалился); его партнерами в этом деле стали Чен и Е (все трое — уроженцы материкового Китая, ставшие натурализованными сингапурцами).
В 2010 году: они заключили контракт на дистрибуцию игр американской фирмы Riot Games, тогда же 40 % компании продали Tencent, получив крупные вливания в капитал (к настоящему времени доля Tencent сократилась до 20 %).
На данный момент в Garena+ зарегистрировано около 500 млн пользователей, и это число продолжает расти. Основной аудиторией до 13 января 2020 года были игроки Warcraft 3: The Frozen Throne.
В основном, в клиенте Garena+ играют пользователи из стран Восточной и Центральной Азии и Европы.
25 июня 2016 года было закрыто русскоязычное отделение Garena в странах СНГ.
В декабре 2019 года в официальном клиенте Garena — LAN Game появилась информация о том, что c 13 января 2020 года прекращается поддержка большинства старых игр от LAN, таких как Warcraft 3 или Starcraft. В последнем сообщении разработчики попрощались со своей аудиторией, поблагодарив игроков за поддержку платформы все эти годы.

## Поддерживаемые языки
Garena в настоящее время поддерживает Английский, Китайский (Упрощенный), Китайский (Традиционный), Русский, Украинский, Вьетнамский и Тайский.

## Поддерживаемые игры
| Free Fire: Battlegrounds |

## Издаваемые игры
Издаваемые игры:

| Название           | Жанр                | Разработчик                                | Год запуска | Страны                                                              |
| ------------------ | ------------------- | ------------------------------------------ | ----------- | ------------------------------------------------------------------- |
| Black Shot         | MMOFPS              | Vertigo Games                              | 2009        | Сингапур, Малайзия, Филиппины                                       |
| Point Blank        | MMOFPS              | Zepetto                                    | 2012        | Таиланд, Сингапур, Малайзия, Филиппины                              |
| League of Legends  | MOBA                | Riot Games                                 | 2010        | Сингапур, Малайзия, Филиппины, Тайвань, Вьетнам, Таиланд, Индонезия |
| Heroes of Newerth  | MOBA                | S2 Games                                   | 2010        | Сингапур, Малайзия, Филиппины, Вьетнам, Таиланд, Индонезия, СНГ     |
| Duke of Mount Deer | MMORPG              | Changyou.com                               | 2011        | Тайвань                                                             |
| Mstar              | Music               | Nurien                                     | 2012        | Тайвань, Малайзия и Сингапур                                        |
| FIFA Online 3      | Спорт/Футбол        | Electronic Arts                            | 2013        | Малайзия, Сингапур, Таиланд, Вьетнам, Индонезия                     |
| Path of Exile      | ARPG                | Grinding Gear Games                        | 2013        | Малайзия, Сингапур, Тайвань и СНГ                                   |
| Elsword            | MMORPG              | KOG Studios                                | 2013        | Филиппины                                                           |
| Firefall           | Командный шутер/FPS | Red 5 Studios                              | TBA         | Тайвань, Сингапур, Малайзия, Индонезия, Китай, Филиппины            |
| Blade and soul     | MMORPG              | NCSoft                                     | 2017        | Таиланд                                                             |
| Blockman GO        | Казуальная игра     | Sandbox (с 2022 года - Blockman GO studio) | 2017        | Все страны мира                                                     |